# شوجی یاسویی
شوجی یاسویی (انگلیسی: Shōji Yasui; ۱۶ اوت ۱۹۲۸ – ۳ مارس ۲۰۱۴) بازیگر اهل ژاپن بود.
از فیلم‌ها یا برنامه‌های تلویزیونی که وی در آن نقش داشته‌است می‌توان به چنگ برمهای، قلب اشاره کرد.